# Jenny Longuet

Jenny Marx (1865)

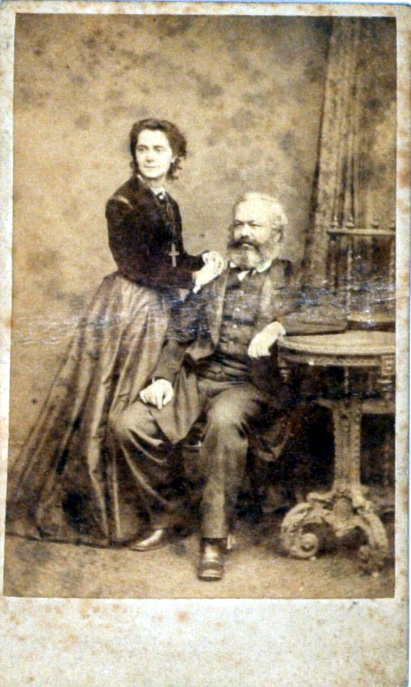
Karl Marx und seine Tochter Jenny (1869)

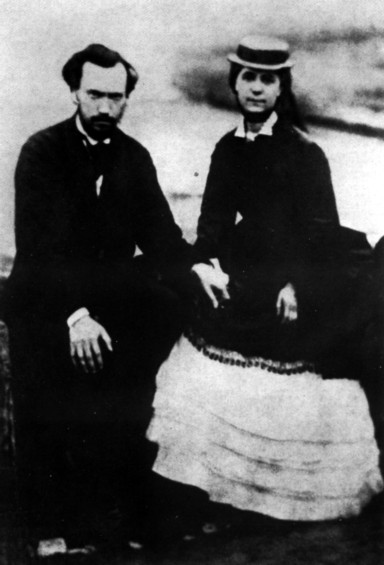
Charles und Jenny Longuet
(etwa 1872)

Jenny Caroline Longuet, geborene Marx (* 1. Mai 1844 in Paris; † 11. Januar 1883 in Argenteuil), war die älteste Tochter von Jenny und Karl Marx. Sie war ihres Vaters Lieblingstochter. Ihre Geschwister waren Laura, Charles Louis Henri Edgar, Heinrich Edward Guy (Guido; Föxchen), Jenny Eveline Francis (Franziska) und Jenny Julia Eleanor.

## Leben
Bereits als Dreizehnjährige beschäftigte sich Jenny Marx mit griechischer Geschichte und der Schauspielerei. Ähnlich wie bei ihrer Schwester Eleanor Marx trat der Vater ihrem Wunsch, Schauspielerin oder Sängerin zu werden, entgegen. 1870 publizierte Jenny Caroline Marx in der französischen Zeitung La Marseillaise unter dem Pseudonym J. Williams Artikel über die Behandlung irischer Gefangener. Nachdem sie sich mit Paul Lafargue sowie ihren Schwestern Laura Lafargue und Eleanor Marx im Sommer 1871 in Bordeaux, Bagnères-de-Luchon und Spanien aufgehalten hatte, musste sie mit Laura und Eleanor wieder nach England zurückkehren. 1872 heiratete sie den Sozialisten Charles Longuet, beide hatten insgesamt sechs Kinder, darunter vier Söhne und eine Tochter, die ihre Mutter überlebten. Im Jahr 1881 zog die Familie nach Frankreich. Jenny Marx Longuet war belastet durch die Einflussnahme ihres Vaters sowie die Haushaltsführung und die Erziehung der sechs Kinder. Sie starb physisch und psychisch erschöpft und zwei Monate vor ihrem Vater, wahrscheinlich an Blasenkrebs, im Alter von 38 Jahren.
Ihre Söhne Jean Longuet und Edgar Longuet engagierten sich ebenfalls als französische Sozialisten.

## Selbstbeschreibung im Poesiealbum
Jenny führte ein englischsprachiges Poesiealbum, in dessen Fragebögen u. a. im Jahr 1865 ihre Eltern Jenny und Karl sowie im Jahr 1868 die Haushälterin Helena Demuth  und Friedrich Engels beantwortet haben. Sie selbst trug sich 1865 folgendermaßen ein.
| Frage                                                                                    | Antwort                                                                     |
| ---------------------------------------------------------------------------------------- | --------------------------------------------------------------------------- |
| Meine Lieblingstugend (My favourite virtue)                                              | Menschlichkeit (Humanity)                                                   |
| … Eigenschaft beim Mann (… quality in man)                                               | Moralischer Mut (moral courage)                                             |
| … bei der Frau (… in woman)                                                              | Hingebung (devotion)                                                        |
| Auffassung vom Glück (Idea of happiness)                                                 | zu lieben (to love)                                                         |
| … Unglück (… misery)                                                                     | [unleserlich überschrieben]                                                 |
| Laster, das ich verabscheue (Vice I detest)                                              | Neid (envy)                                                                 |
| … entschuldige (… excuse)                                                                | Leichtgläubigkeit (credulity)                                               |
| Meine Abneigung (My aversion)                                                            | Vorurteil (prejudice)                                                       |
| Historische Personen, welche Ich am wenigsten mag (Characters in history I most dislike) | Napoleon Bonaparte und sein Neffe Napoleon III. (Buonaparte and his nephew) |
| Lieblingsdichter (Favourite poet)                                                        | William Shakespeare (Shakespeare)                                           |
| … Held (… hero)                                                                          | Gracchus (Gracchus)                                                         |
| … Blume (… flower)                                                                       | Lilie (lily)                                                                |
| … Farbe (… colour)                                                                       | Rot (red)                                                                   |
| … Maxime (… maxim)                                                                       | Sich selbst treu sein (“To thine ownself be true” [aus Hamlet])             |
| … Motto (… motto)                                                                        | Per aspera ad astra (Deutsch: Beschwerlich ist der Weg zu den Sternen.)     |